# Polyrhachis viscosa
Polyrhachis viscosa är en myrart som beskrevs av Smith 1858. Polyrhachis viscosa ingår i släktet Polyrhachis och familjen myror. Inga underarter finns listade i Catalogue of Life.